# Ambre (robe de chat)
Pour les articles homonymes, voir Ambre (homonymie).

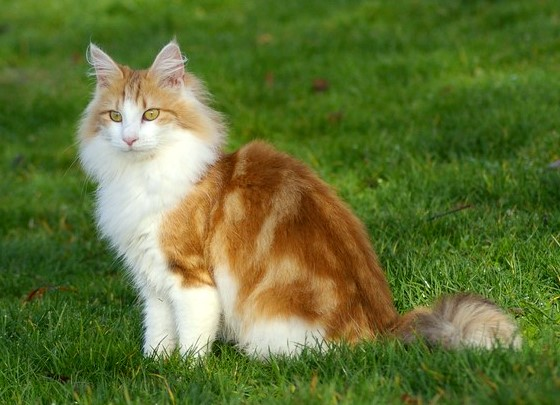
Norvégienne ambre blotched tabby et blanc.

L’ambre, anciennement appelée « X-Color », désigne une couleur de la robe du chat. Cette couleur est spécifique à la race du norvégien et elle est sujette à de nombreuses controverses depuis son apparition en 1992.

## Description

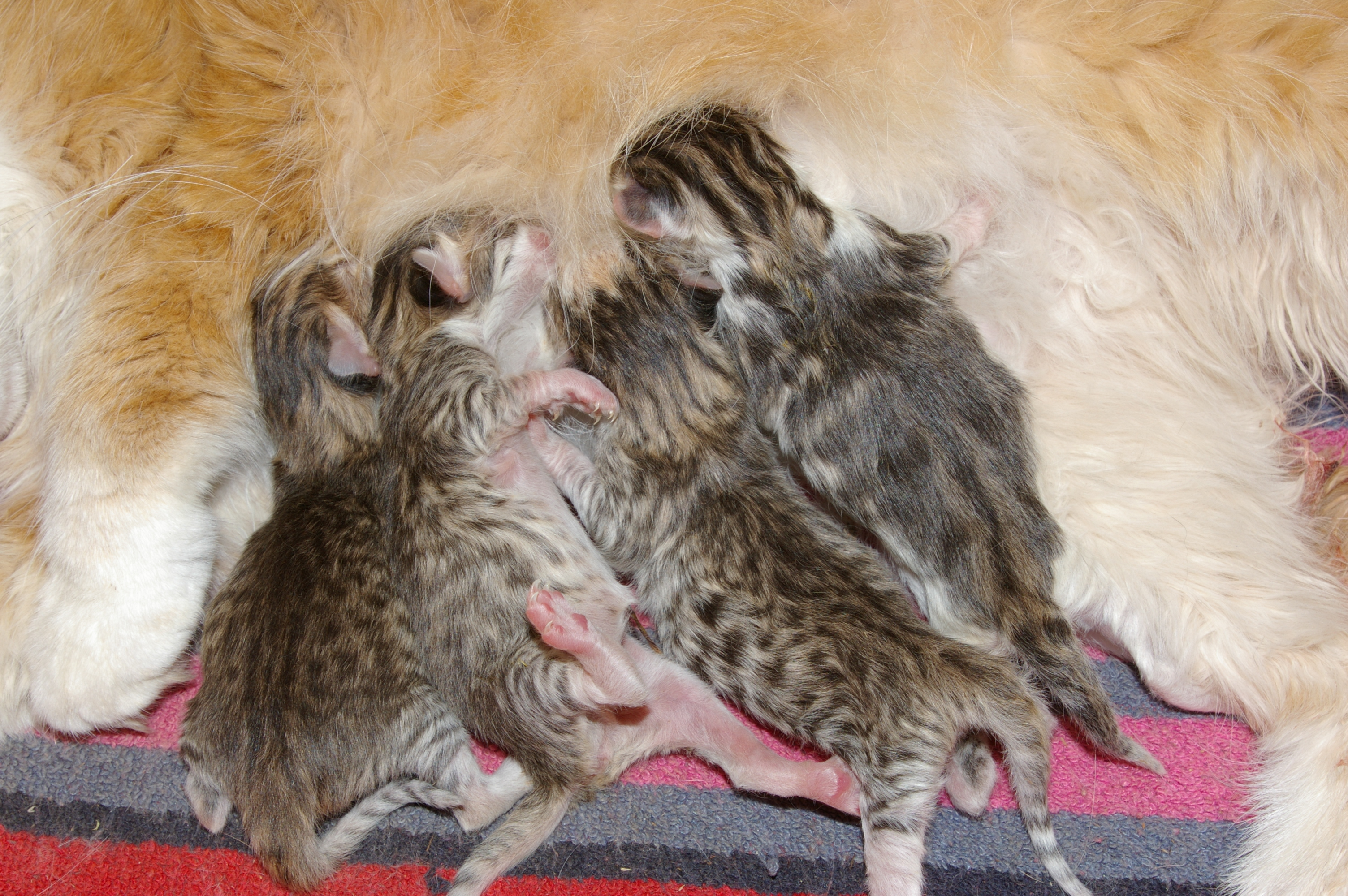
Chatons encore brown tabby. Progressivement, leur robe évoluera vers la couleur ambre.

L’ambre se décline dans plusieurs teintes, du jaune miel blond au caramel foncé en passant par le brun orangé. La dilution, transformant le noir en bleu, s'exprime également sur l'ambre : l'ambre clair correspond à une couleur beige rosé à faon. Sa particularité essentielle est que la couleur est évolutive : la couleur du chaton évolue au cours de sa croissance. Cette couleur se développe plutôt lentement et de façon variable selon les individus. La couleur définitive peut être acquise dès cinq mois, mais il faut parfois attendre un à deux ans. La stabilisation de la robe peut prendre deux à trois ans supplémentaires.
La couleur ambre peut se combiner avec les autres couleurs et patrons des robes de chat. Pour le chat brown tabby (tigré, tacheté, marbré et ticketé de noir sur fond brun), le chaton naît avec des motifs noirs sur fond de couleur orange à brun, ce qui peut le faire ressembler à un brown tabby classique ou à un écaille de tortue. Progressivement, les rayures deviennent brun rouge à cannelle sur fond abricot et la couleur originelle n'est plus visible qu'au bout de la queue, du dos et des pattes. Pour le blue tabby (tigré, tacheté, marbré et ticketé de gris foncé sur fond gris clair), le même phénomène s'applique pour aboutir à un chat adulte aux rayures beige rosé à faon sur un fond beige clair. Les coussinets changent également de couleur, passant du rose à une teinte allant du noir au brun pâle. La truffe est rose et pas rouge brique bordée de noir comme pour les autres tabby. Le contour des yeux reste foncé. Le changement de couleur des rayures est plus lent pour les chats blotched tabby (marbré) et plus rapide pour les ticked tabby (tiqueté) que pour les spotted tabby (tacheté) et les mackerel tabby (tigré).
Pour le chat uni, le chaton naît avec des rayures très prononcées, au point d’être confondus avec un chaton tabby. Les coussinets et la truffe sont foncés. Avec l’âge seulement, la fourrure s’éclaircit jusqu'à une couleur allant de l'abricot à cannelle pour l'ambre (ambre noir) et beige rosé à faon pour l'ambre clair (ambre bleu). La couleur originelle n'est plus visible qu'au bout de la queue, du dos et des pattes. Les rayures restent longtemps visibles tant que la robe ne s'est pas suffisamment éclaircies. Les coussinets et la truffe restent foncés, ce qui leur a donné le surnom de « museau noir » pour le chat uni noir et de « museau gris » pour le chat uni bleu. Le contour des yeux reste foncé.
L'action des panachures blanches peut cacher les indices permettant de reconnaître la couleur ambre. Les restes de poils de couleur sur la queue, la couleur du nez et des coussinets peuvent être masqués par les taches blanches. C'est encore plus difficile lorsque la proportion de blanc est importante, comme pour le bicolore van ou le bicolore arlequin.
Le locus orange, responsable de la couleur rousse chez le chat, est épistatique sur l'ambre. L'écaille de tortue peut cependant se combiner avec l'ambre, qui n'agit que sur le noir. À l'âge adulte, il est très difficile de faire la différence entre la couleur ambre et le orange, si bien que l'écaille ambre peut être confondu avec un ambre ou un roux (tabby ou solide).
Le standard du norvégien n'acceptant pas le colourpoint et les couleurs orientales (cinnamon et fawn ainsi que leur dilution), leurs combinaisons avec l'ambre restent pour l'instant inconnues.

## Félinotechnie

### Génétique
La couleur ambre serait due, entre autres, à des mutations sur le premier allèle du gène extension. Ce gène est un acteur important de la synthèse du pigment eumélanique. C’est la première fois que cette mutation est découverte chez un félidé, mais des mutations semblables sont déjà répertoriées chez d’autres vertébrés tels que la souris, le lapin, le chien, le cheval ou encore la vache.

### Race
La Fédération internationale féline (FIFé) reconnaît l'ambre et l'ambre clair uniquement chez le norvégien et en association avec la couleur noire et ses dilutions.

### Élevage
La couleur ambre étant d'apparition récente, les associations d'élevage du norvégien souhaitent éviter un engouement excessif pour la couleur au détriment du type et de la diversité génétique des sujets. Ainsi, l'AID Skogkatt recommande de marier les norvégiens français avec les lignées stables de chats ambres venant essentiellement des élevages allemands. Le but affiché est de répandre l'allèle dans la population de norvégien afin qu'il devienne commun.
L'élevage de chats ambres est déconseillé aux débutants en raison de l'identification difficile de la couleur. De manière plus générale, il est conseillé à l'éleveur voulant tenter l'expérience de l'ambre d'éviter de marier les sujets bicolores, arlequin ou van, d'introduire le gène orange, le silver, le patron ticked tabby et le blanc épistatique. La couleur conseillée pour débuter l'élevage est l'ambre tabby avec peu ou pas de blanc.

## Historique
La couleur apparu en Suède avec les portées d’une chatte nommée S*Wildwood's Humla. Cette chatte avait une robe bleue mackerel tabby, tandis que le père de la portée (provenant du même élevage) était noir blotched tabby. Sur la portée de cinq chatons, deux mâles nommés Iros et Imer arboraient une robe particulièrement étrange. Longtemps, leur couleur n’a pu être identifiée clairement et on les qualifia respectivement de noir blotched tabby et bleu mackerel tabby puis on les réenregistra en golden et ensuite en chocolat et lila, deux couleurs interdites chez le norvégien selon les différents standards.
Beaucoup arguèrent qu’il y avait eu une deuxième saillie et que ces deux chatons n’étaient pas du même père que les trois autres. En effet, il était impossible que des parents respectivement donnent des descendants d’une pareille couleur.
Dans les années qui suivirent, on recensa d’autres cas de norvégiens à la robe encore qualifiée d’étrange. Tous ces chats étaient enregistrés en chocolat ou lila. En 1994, la première naissance de norvégien ambre a lieu hors de son lieu d’origine et c’est en Allemagne qu’une femelle vit le jour, suivie par deux autres chatons en 1997 et 1998.
Entre-temps, la polémique était lancée et il y eut bon nombre de discussions pour comprendre la provenance et déterminer la couleur de ces chats. On soupçonna le croisement avec d’autres races et en 1998 dans une exposition FIFé on dira que les norvégiens ambres présentés étaient en fait cannelle (cinnamon) . Apparu également le terme « X-color » pour désigner cette robe. D’autres proposèrent encore d’en faire une race à part, certains critiquèrent le fait de porter toute son attention sur la couleur alors que le norvégien est avant tout un chat « de look et d’expression », d’autres encore craignirent qu’on ne sélectionne plus le type du chat reproducteur mais uniquement sa couleur et qu’on défigure ainsi la race.
Malgré cela, les éleveurs possédant des norvégiens ambre firent une première demande de reconnaissance de la robe en 1998 à la FIFé, sans succès.
Les éleveurs qui possédaient des chats dans cette couleur spécifique militaient pour une reconnaissance de cette couleur unique tandis que les opposants arguaient que ces chats avaient des problèmes génétiques. De nombreux mariages-test furent pratiqués pour démontrer que l’allèle ambre était différent de celles déjà existantes et la FIFé accepta pour finir de reconnaître les X-color comme portant une couleur spécifique. Cette couleur fut enregistrée sous le terme ambre le 28 mai 2004 lors de l’assemblée générale de la fédération au Portugal.
En 2006 puis 2007, Feline Ilex Baby Doll et Quando av Ljusdal, est le premier couple de norvégiens ambre à être importé dans l’Hexagone par la chatterie du Gang des Burgondes. Ainsi en 2008 naissent les 2 premières portées de norvégiens ambre en France et inscrits au LOOF. Un vétérinaire français décide de faire une thèse sur cette couleur et démontre par des tests génétiques l’existence de la mutation ambre. Cette thèse permit une reconnaissance de la couleur en France, par le LOOF le 12 mars 2009.
La couleur est très polémique. Dans un sondage effectué en janvier 2004 par l'association AID Skogkatt reconnue par le LOOF, si la moitié des éleveurs sondés sont indécis, 38 % pensent que cette couleur est issue d'un croisement avec une autre race et le reste qu'il s'agit d'une mutation spontanée. L'apparition de la couleur ambre a également lancé un débat sur la possibilité d'introduire de nouvelles couleurs dans le standard. Le même sondage révèle qu'une petite majorité d'éleveurs français y sont opposés.
À l’avenir, la difficulté consistera en l’identification de cette couleur. En France, un test de dépistage a été mis au point par un laboratoire vétérinaire afin de déterminer si le chaton est porteur de l’allèle ambre ou pas.